# Molekularer Schlüssel
Molekulare Schlüssel finden Verwendung in der Kryptographie, der Verschlüsselungstechnik, die man zur Geheimkommunikation anwendet. Eine gängige Methode zur sicheren Kommunikation ist das Codieren von Botschaften mit speziell hergestellten molekularen Schlüsseln.

## Steganographie mit Chemie
Im digitalen Zeitalter gewinnen Kryptographie und Steganographie an Bedeutung und die ultimative Sicherheit wird dabei nie erreicht. Bei der Kryptographie wird ein Klartext zu einem Chiffretext verschlüsselt und von einem Empfänger dechiffriert. Dagegen wird bei der Steganographie die Tatsache, dass eine Botschaft übermittelt wird, versteckt. Die Dechiffrierschlüssel können via Chemikalie übermittelt werden. Die Idee, Chemikalien zu verwenden, geht auf die ersten Geheimtinten zurück. Es werden andere Substanzen in Erwägung gezogen, so fluoreszierende Moleküle, molekulare Sensoren, molekulare Logikgatter und molekulare Computersysteme. Andere Ansätze basieren auf NMR-Verschiebungen, Massenspektrometrie und Gaschromatographie, die als Barcode für die Identifizierung chemischer Substanzen dienen.

## Sicherheit durch Verschlüsselung
Molekulare Schlüssel sind geeignet als kryptographische Schlüssel. Diese können schwer erkannt werden, weil der Gegner nicht weiß, dass ein Schlüssel in den Molekülen enthalten ist, da nur der Empfänger weiß, wo der molekulare Schlüssel versteckt ist
(als Geheimtinte auf Papier oder als Bestandteil eines Parfüms).
Die Sicherheit wird dadurch erhöht, dass Information notwendig ist,
- wie ein Molekül zu extrahieren und zu analysieren ist,
- wie die chemische Struktur in digitale Information umzuwandeln ist,
- wie die erhaltene Information zu dechiffrieren ist.

## Kombinatorik
Eine exemplarische Datenbank enthält beispielsweise 130 Substanzen. Wenn man alle Kombinationen in Betracht zieht, lassen sich daraus in einer Synthese 500000 Moleküle herstellen. Der Schlüssel ergibt sich durch die Abfolge der Atome, bzw. die Struktur eines organischen Moleküls. Die Decodierung der Botschaft erhält man durch die Identifizierung des molekularen Schlüssels.
Dafür verwendet man die Massenspektrometrie.

## Anwendungsbeispiel
Ein molekularer Schlüssel wird in etwas Methanol gelöst und mit einer Pipette auf die Ecke eines Briefumschlags aufgetragen. Die Lösung wird von der Cellulosefaser der Papieroberfläche aufgesaugt. Die verschlüsselte Botschaft wird in Form eines Briefes gesendet. Danach wird der Brief zerschnitten und der molekulare Schlüssel mit einem Lösungsmittel extrahiert und gereinigt. Der molekulare Schlüssel wird mit gängigen Analysenmethoden identifiziert. Hierzu eignen sich fluormarkierte Moleküle, die im Massenspektrum ein charakteristisches Isotopenmuster zeigen.
Die analytische Chemie bietet verschiedene Möglichkeiten der Identifizierung von molekularen Schlüsseln. Der Sender würde ein Molekül synthetisieren und den alphanumerischen Code mit der Struktur eines chemischen Moleküls festlegen.
Der Empfänger misst beispielsweise ein Massenspektrum und findet das fluormarkierte Molekül und damit den für die Entschlüsselung einer Botschaft notwendigen molekularen Schlüssel.